# 側頭高原鰍
側頭高原鰍（學名：Triplophysa laticeps）為輻鰭魚綱鯉形目條鰍科高原鰍屬的其中一種。分布於亞洲中國雲南省沅江市綠汁江流域，體長可達5.3公分，棲息在水流湍急、礫石底質溪流底層水域，以水生昆蟲及藻類為食，生活習性不明。

## 扩展阅读
維基物種上的相關：側頭高原鰍